# 斯卡夫塔费德
斯卡夫塔费德是冰岛东南部厄勒菲的一个保护区。这里曾是一个大型农场，后来該地成為冰島的一個国家公园。它最初被称为斯卡夫塔费德国家公园，后来与附近的其他地区一起组成了面積更大的瓦特纳冰川国家公园。